# Сток (Мазовецьке воєводство)
Сток (пол. Stok) — село в Польщі, у гміні Острув-Мазовецька Островського повіту Мазовецького воєводства.
Населення — 349 осіб (2011).
У 1975-1998 роках село належало до Остроленцького воєводства.

## Демографія
Демографічна структура станом на 31 березня 2011 року:
|          | Загалом | Допрацездатний вік | Працездатний вік | Постпрацездатний вік |
| -------- | ------- | ------------------ | ---------------- | -------------------- |
| Чоловіки | 173     | 33                 | 120              | 20                   |
| Жінки    | 176     | 29                 | 97               | 50                   |
| Разом    | 349     | 62                 | 217              | 70                   |